# خانه شکوری
خانه شکوری مربوط به سده‌های متاخر دوران‌های تاریخی پس از اسلام - دوره قاجار است و در شهرستان اسکو، بخش مرکزی، دهستان باویل، روستای دیزج واقع شده و این اثر در تاریخ ۲۸ اسفند ۱۳۸۵ با شمارهٔ ثبت ۱۸۶۸۸ به‌عنوان یکی از آثار ملی ایران به ثبت رسیده است.